# 佳杰思
佳杰思又譯阿德里安·盖格斯（Adrian Geiges，1960年9月3日—）是一位出生于瑞士巴塞尔的德国作家和记者。他是《习近平-全世界最有权势的人》（Xi Jinping – der mächtigste Mann der Welt）一書的作者。